# Seutitrivier
Seutitrivier (Zweeds: Seutitjåkka of Sevddetjohka) is een rivier die stroomt in de Zweedse  gemeente Kiruna. De rivier verzorgt de afwatering van het Seutitmeer en het water afkomstig van de Seutitberg. Ze stroomt naar het zuiden en stroomt na circa 6 kilometer de Rautasrivier in.
Afwatering: Seutitrivier → Rautasrivier → Torne → Botnische Golf